# Populus krauseana
Populus krauseana är en videväxtart som beskrevs av Dode. Populus krauseana ingår i släktet popplar, och familjen videväxter. Inga underarter finns listade i Catalogue of Life.